# Isophya
Isophya là một chi dế thuộc họ Tettigoniidae. Chi này có các loài sau:
- Isophya camptoxypha (Fieber)
- Isophya harzi
- Isophya posthumoidialis Bazyluk
- Isophya rhodopensis
- Isophya sicula Orci, Szovenyi & Nagy, 2010[1]
- Isophya tenuicerca

## Hình ảnh

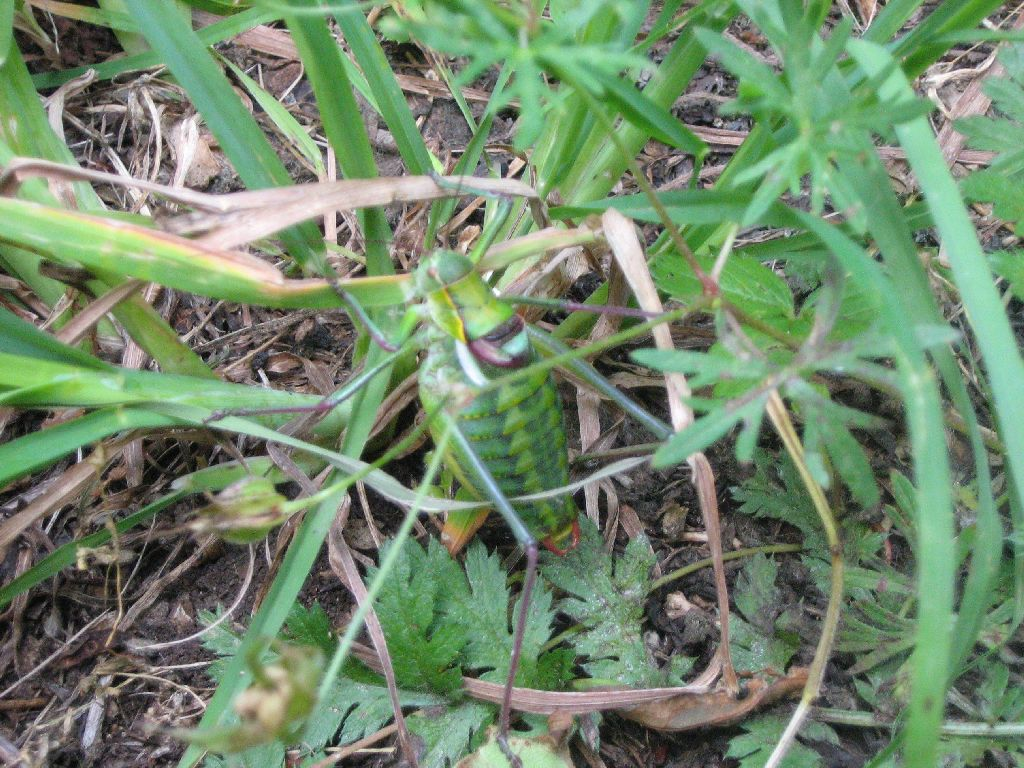
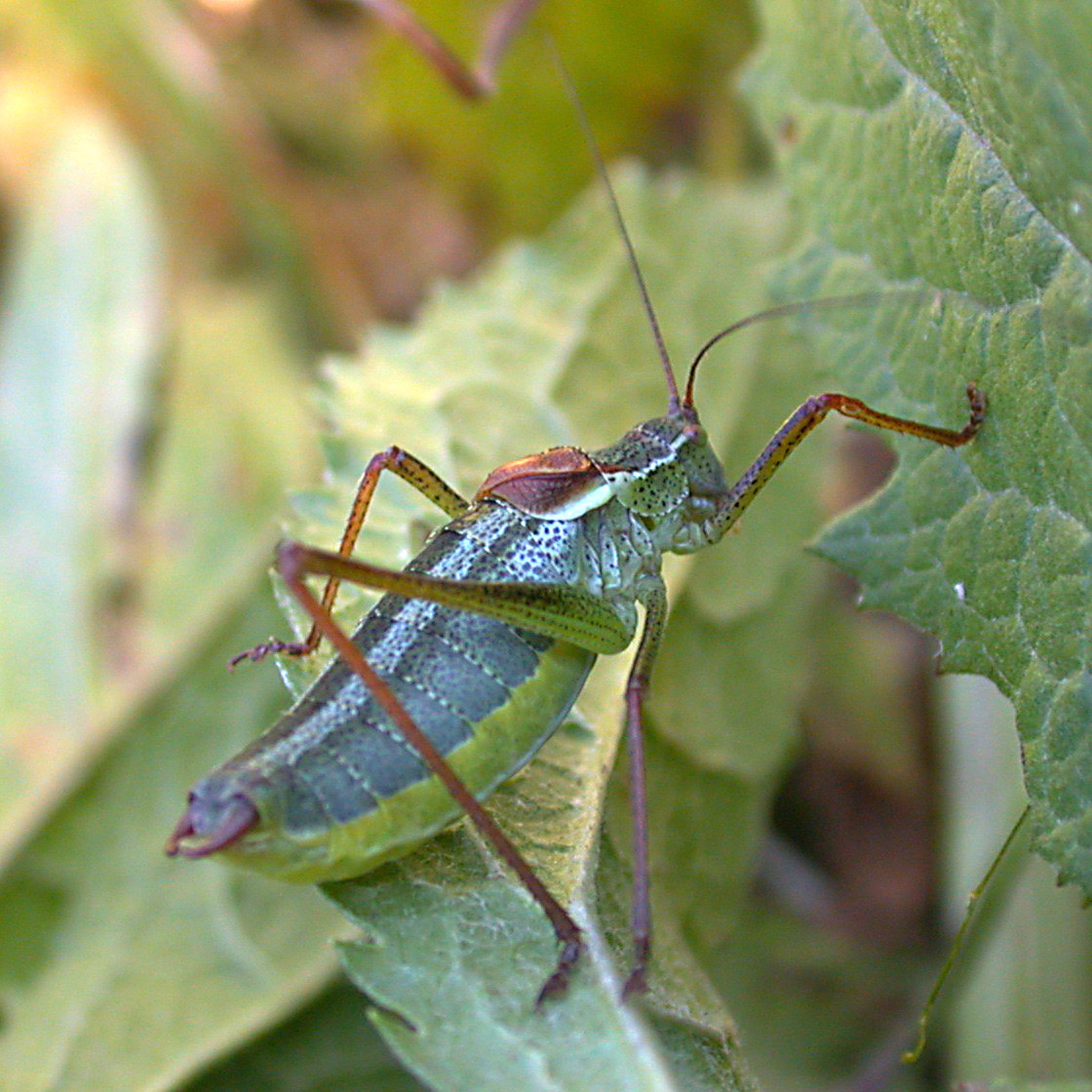